# David Grossman
David Grossman (în ebraică דויד גרוסמן; n. 25 ianuarie 1954, Ierusalim, Israel) este un scriitor israelian.
A învățat filosofie și teatru la Universitatea Ebraică din Ierusalim. În serviciul militar a fost ofițer la AMAN. După ce s-a eliberat din armată a lucrat la stația de radio israeliană Kol Israel („Vocea Israelului”) ca reporter și actor de teatru radiofonic.
În 17 noiembrie 2015 a fost în România și s-a întîlnit cu cititorii la Muzeul Țăranului Român din București.

## Biografie
Grossman s-a născut în 1954 la Ierusalim. Mama lui, Michaella, s-a născut în Palestina, iar tatăl său, Yitzhak Grossman a emigrat din Polonia la vârsta de nouă ani.cu mama sa văduvă. Familia mamei era nevoiașă , bunicul lui a lucrat la pavarea de drumuri în Galileea și și-a mai suplimentat veniturile facand tranzacții de covoare. Bunica din partea mamei era manichiuristă. Bunica paternă a plecat din Polonia după ce a fost hărțuită de poliție. Singură cu fiul și fiica sa, ea aemigrat în Palestina unde a lucrat ca menajeră în cartierele bogate. 
Tatăl lui Grossman a fost șofer de autobuz, apoi bibliotecar, care a trezit copilului sau interesul penru citit. Grossman își amintește: „Mi-a dat multe lucruri, dar ce mi-a dat mai de preț a fost Sholem Aleichem.” La vârsta de nouă ani Grossman a câștigat וun concurs național despre opera lui Sholem Aleichem și ulterior a lucrat ca actor-copil la postul de radio național. A continuat să lucreze la radiodifuziunea israeliană încă aproape 25 de ani. 
În 1971 Grossman și-a început serviciul militar, lucrând în serviciul de inteligență militară. În Războiul de Yom Kippur în 1973, nu a a participat la lupte. 
Grossman a studiat filosofia și teatrul la Universitatea Ebraică din Ierusalim. După ce a terminat studiile s-a angajat la radio. În 1988 a fost demis din cauză că a refuzat să ascundă știrea conform căreia Yasser Arafat a proclamat Statul Palestina la Alger.   
Grossman locuiește la Mavaseret Zion, la periferia Ierusalimului. Este căsătorit cu psihologul Michal Grossman.Li s-au născut trei copii, Yonathan, Ruth și Uri. Uri a fost comandant de tanc, si a fost ucis în 2006 în Liban în timpul războiului dintre Israel și Hizbollah. Viața lui Uri a fost mai târziu comemorată în cartea lui Grossman „Falling Out Of Time”.

## Romane traduse înromână
- Copiii în zig-zag (Univers, 2005)
- Cineva cu care să fugi de acasă (Niculescu, 2006)
- Vezi mai jos: dragostea (Niculescu, 2007)
- Pînă la capătul pamîntului (Polirom, 2012)
- Cartea de gramatică interioară (Univers, 2012)
- Căderea din timp, Traducere din limba ebraică de Gheorghe Miletineanu, Editura Polirom, Iași, 2013[17]
- Un cal intră într-un bar, Traducere din limba ebraică de Gheorghe Miletineanu, Editura Polirom, Iași, 2015[18][19][20][21][22]

## Premii
- 1991 Premiul Nelly Sachs
- 1999 Premiul Mount Zion
- 2001 Buxtehuder Bulle pentru Cineva cu care să fugi de acasă
- 2002 Jugendbuchpreis (Premiul cărții de tineret) pentru Cineva cu care să fugi de acasă
- 2002 Premiul Manes Sperber
- 2004 Premiul literar Wingate
- 2008 Premiul Frații Scholl pentru Die Kraft zur Korrektur
- 2009 Premiul literar Albatros al fundației Günter-Grass, Bremen, pentru romanul Pînă la capătul pamîntului (Eine Frau flieht vor einer Nachricht)[23] și traducerea cărții din ebraică în germană de către Anne Birkenhauer
- 2010 Premiul pentru pace al librarilor germani pentru „angajamentul său pentru dialogul israelo-palestinian”, înmânat festiv la 10 oct. 2010 în Frankfurt în prezența lui Christian Wulff, președintele Germaniei.
- 2011 Premiul Médicis pentru literatură străină